# José Antonio Guerra
José Antonio Guerra Oliva (* 9. August 1979 in Santiago de Cuba) ist ein kubanischer Wasserspringer. Er startet im 10-m-Turm- und Synchronspringen.
Er nahm bislang an drei Olympischen Spielen teil. Im 10-m-Turmspringen wurde er 2000 in Sydney 14., 2004 in Athen 25. und 2008 in Peking Fünfter. 2008 wurde er zudem im 10-m-Synchronwettbewerb zusammen mit Erick Fornaris Siebter.
Guerra gewann bislang zwei Medaillen bei Schwimmweltmeisterschaften. Vom 10-m-Turm gewann er 2005 in Montreal Silber und im 10-m-Synchronspringen 2009 in Rom Bronze an der Seite von Jeinkler Aguirre.
Seine erste internationale Medaille gewann Guerra bereits bei den Panamerikanischen Spielen 1999 in Winnipeg, als er Silber im Turmspringen errang. 2007 gewann er in Rio de Janeiro vom 10-m-Turm seine bislang einzige Goldmedaille und zudem Silber im Synchronwettbewerb. Mit Jeinkler Aguirre konnte er bei den Panamerikanischen Spielen 2011 in Guadalajara seine Silbermedaille wiederholen.
Im September 2006 wurde er wegen Dopings gesperrt. Wegen Verfahrensfehlern, an der Öffnung der A- und der B-Probe waren dieselben Personen beteiligt, wurde er im Februar 2007 freigesprochen.